# What Would You Do for Love?
What Would You Do for Love? è un singolo della cantante norvegese Ulrikke Brandstorp, pubblicato l'11 giugno 2020 su etichetta Ulrikke Records.

## Video musicale
Il brano è stato supportato da un lyric video, reso disponibile in concomitanza con l'uscita del singolo.

## Tracce
Testi e musiche di Ulrikke Brandstorp, Ben Adams e Olve Fakne.
1. What Would You Do for Love? – 2:56